# Piłka nożna na Słowacji
Piłka nożna (słow. Futbal ˈfudbaɫ) jest najpopularniejszym sportem na Słowacji. Jej głównym organizatorem na terenie Słowacji pozostaje Slovenský futbalový zväz (SFZ).

## Mistrzowie Słowacji
- 1939/1940 – ŠK Bratysława
- 1940/1941 – ŠK Bratysława
- 1941/1942 – ŠK Bratysława
- 1942/1943 – OAP Bratysława
- 1943/1944 – ŠK Bratysława

Mistrzowie Słowacji od 1993
- 1993/1994 – Slovan Bratysława
- 1994/1995 – Slovan Bratysława
- 1995/1996 – Slovan Bratysława
- 1996/1997 – 1. FC Košice
- 1997/1998 – 1. FC Košice
- 1998/1994 – Slovan Bratysława
- 1999/2000 – Inter Bratysława
- 2000/2001 – Inter Bratysława
- 2001/2002 – MŠK Žilina
- 2002/2003 – MŠK Žilina
- 2003/2004 – MŠK Žilina
- 2004/2005 – Artmedia Petržalka Bratysława
- 2005/2006 – MFK Ružomberok
- 2006/2007 – MŠK Žilina

## Słowackie kluby w Lidze Mistrzów UEFA
- 1997/1998 – 1. FC Košice
- 2005/2006 – Artmedia Petržalka Bratysława

## Piłkarze roku
- 1993 – Peter Dubovský, Slovan Bratysława
- 1994 – Vladimír Kinder, Slovan Bratysława
- 1995 – Dušan Tittel, Slovan Bratysława
- 1996 – Dušan Tittel, Slovan Bratysława
- 1997 – Dušan Tittel, Spartak Trnava
- 1998 – Jozef Majoroš, Slovan Bratysława
- 1999 – Szilárd Németh, 1. FC Košice
- 2000 – Vladimír Labant, Sparta Praga
- 2001 – Ľubomír Moravčík, Celtic F.C.
- 2002 – Miroslav Karhan, VfL Wolfsburg
- 2003 – Vladimír Janočko, Austria Wiedeń
- 2004 – Marek Mintál, 1. FC Nürnberg
- 2005 – Marek Mintál, 1. FC Nürnberg
- 2006 – Róbert Vittek, 1. FC Nürnberg